# Let’s Boogie! Live from Telia Parken
Let’s Boogie! Live from Telia Parken er det fjerde videoalbum af det danske heavy metalband Volbeat. Det blev udgivet den 14. december 2018 via Universal Music Group. Albummet blev optaget under en koncert i Telia Parken i København den 27. august 2017. Det var den første koncert i Danmark med gruppens nye bassist Kaspar Boye Larsen, efter Anders Kjølholm havde forladt bandet i 2016

## Spor
| 1. "The Devil's Bleeding Crown" 2. "Heaven Nor Hell" 3. "Radio Girl" 4. "Lola Montez" 5. "Let It Burn" (feat. Mia Maja) 6. "Doc Holiday" 7. "Sad Man’s Tongue" 8. "16 Dollars" 9. "7 Shots" (feat. Mille Petrozza og Rod Sinclair) 10. "Fallen" 11. "Slaytan" 12. "Dead But Rising" 13. "Goodbye Forever" | 1. "Maybellene i Hofteholder" 2. "The Everlasting" 3. "For Evigt" (feat. Johan Olsen, Mia Maja og Rod Sinclair) 4. "Evelyn" (feat. Mark „Barney“ Greenway) 5. "Lonesome Rider" 6. "Seal the Deal" 7. "The Garden's Tale" (feat. Johan Olsen) 8. "Guitar Gangsters & Cadillac Blood" (feat. Lars Ulrich) 9. "Enter Sandman" (feat. Lars Ulrich) 10. "A Warrior's Call" (feat. Mikkel Kessler) 11. "Black Rose" (feat. Danko Jones) 12. "Pool of Booze, Booze, Booza/Boa" 13. "Still Counting" |

## Modtagelse
Udgivelsen modtog kun to ud af seks stjerner i musikmagasinet GAFFA. Anmelderen skrev bl.a. at man skulle være "umanerligt begejstret for Volbeat for ikke at kede", fordi sangene blev leveret "energiforladte og gumpetunge". Ligeledes kritiserede han produktionen. Anmeldelsen var en stor kontrast til koncertanmeldelsen, hvor en anden anmelder fra GAFFA gav seks ud af seks stjerner og skrev at gruppen peakede, og nævnte at han "aldrig [havde] set [bandet] spille bedre".

### Hitlister
| Chart (2016)                  | Peak position |
| ----------------------------- | ------------- |
| Australien (ARIA)             | 47            |
| Belgien (Ultratop Flanderen)  | 44            |
| Belgien (Ultratop Vallonien)  | 122           |
| Danmark (Album Top-40)        | 1             |
| Holland (Album Top 100)       | 34            |
| Frankrig (SNEP)               | 188           |
| Tyskland Offizielle Top 100   | 4             |
| Sverige (Sverigetopplistan)   | 21            |
| Schweiz (Schweizer Hitparade) | 28            |
| Østrig (Ö3 Austria)           | 9             |